# Джим Харисън
Джим Харисън (на английски: Jim Harrison) е американски журналист – литературен критик, сценарист, поет и писател на произведения в жанра социална драма, лирика, криминален роман, детска литература, мемоари, научна литература и документалистика.

## Биография и творчество
Джеймс „Джим“ Харисън е роден на 11 декември 1937 г. в Грейлинг, Мичиган, САЩ. Има двама братя и две сестри. В детството си ослепява с едното око при инцидент. Завършва гимназия през 1956 г. в Хаслет, Мичиган. През 1959 г. се жени за Линда Кинг, с която имат две дъщери.
Получава бакалавърска степен през 1960 г. и магистърска степен през 1964 г. по Сравнително литературознание от Мичиганския държавен университет. След дипломирането си, в периода 1965 – 1966 г. работи като асистент по английска филология в университета „Стоуни Брук“, след което се посвещава на писателската си кариера.
Първата му книга, стихосбирката Plain Song (Обикновена песен), е издадена през 1965 г., и е последвана от още много поетични творби. Критиците определят поетичното му творчество като отличителна амалгама от земен стил и философско изследване, и експериментиране с поетични форми.
Първият му роман „Вълк“ е издаден през 1971 г. Той представя историята на ловец, който разказва историята на живота си, докато търси следи от вълк в пустинята на Северен Мичиган. През 1994 г. романът е екранизиран в едноименния филм с участието на Джак Никълсън, Мишел Пфайфър и Кристофър Плъмър. Следва романът му „Добър ден за умиране“, в който представя упадъка на американските екологични системи. През 1976 г. е издаден романът му „Фермер“, за историята на селски учител, който живее във ферма с умиращата си майка, и има тайна връзка с 17-годишна красавица от неговия клас до разразяването на неизбежния скандал. Романът е екранизиран през 1996 г. във филма Увлечение с участието на Денис Хопър и Ейми Ървинг.
Първите му новели са публикувани през 1979 г. в сборника „Легенди за страстта“ с помощта на Джак Никълсън. Заглавната новела „Легенди за страстта“ е епична история, която обхваща 50 години и разказва историята на баща и трима сина в обширните пространства на северните Скалисти планини по времето на Първата световна война. Новелата е екранизирана през 1994 г. в едноименния филм с участието на Антъни Хопкинс, Брад Пит и Хенри Томас.
Другата новела от сборника, „Отмъщение“, е трагична любовна история за бившия летец Джей, който се влюбва и има връзка с младата съпруга Мирия на стар мафиот. Тя също е екранизирана през 1990 г. в едноименния филм с участието на Кевин Костнър, Антъни Куин и Маделин Стоу.
През 1988 г. е издаден един от най-известните му романи, „Далва“. Той е сложна история, развиваща се в провинциална Небраска, за търсенето на една жена за сина, когото е дала за осиновяване, и за бащата на момчето, който също се оказва неин полубрат. В разказа Далва се позовава на спомена за нейния прадядо пионер Джон Уесли Нортридж, оцелял от „Андерсънвил“ (лагер за военнопленници на Конфедерацията през последните четиринадесет месеца на Гражданската война в САЩ) и натуралист, чиито дневници разказват ярко за унищожаването на начина на живот на индианците от равнините. През 1996 г. романът е екранизиран в едноименния филм с участието на Фара Фосет и Карол Бейкър.
Голяма част от историите на Харисън се развиват в слабо населените региони на Северна Америка и нейния Запад. Много истории се развиват на места като пясъчните хълмове на Небраска, горния полуостров на Мичиган, планините на Монтана и по границата между Аризона и Мексико. Творбите му са публикувани в много водещи списания като „Ню Йоркър“, „Ролинг Стоун“, и др.
За творчеството си получава стипендии на Националната академия на изкуствата (1967, 1968 и 1969), стипендия „Гугенхайм“ (1969 – 1970), наградата „Духът на Запада“ от Асоциацията на книжарите в планините и равнините, а през 2007 г. е избран за член на Американската академия за изкуства и литература.
Джим Харисън умира от инфаркт на 26 март 2016 г. в Патагония, Аризона.

## Произведения

### Самостоятелни романи
- Wolf (1971)[1][2][3]
- A Good Day to Die (1973)
- Farmer (1976)
- Warlock (1981)
- Sundog (1984)
- The Boy Who Ran to the Woods (2000) – за деца
- The English Major (2008)

### Поредица „Далва“ (Dalva)
1. Dalva (1988)[1][2][3]
2. The Road Home (1998)

### Поредица „Истински север“ (True North)
1. True North (2004)[1][2][3]
2. Returning to Earth (2006)

### Поредица „Детектив Съндърсън“ (Detective Sunderson)
1. The Great Leader (2011)[1][2]
2. The Big Seven (2015)

### Сборници
- Legends of the Fall (1979) – включва новелите: Revenge, The Man Who Gave Up His Name, and Legends of the Fall[1][2][3]
Легенди за страстта, изд. „Пергамент прес“ София (2015), прев. Станимир Йотов, Светлана Комогорова (включва новелите „Легенди за страстта“, „Мъст“ и „Човекът, който се отказа от своето име“)
- The Woman Lit By Fireflies (1990) – включва новелите: Brown Dog, Sunset Limited, and The Woman Lit by Fireflies
- Julip (1994) – включва новелите: Julip, The Seven-Ounce Man, and The Beige Dolorosa
- The Beast God Forgot to Invent (2000) – включва новелите: The Beast God Forgot to Invent, Westward Ho, and I Forgot to Go to Spain
- The Summer He Didn't Die (2005) – включва новелите: The Summer He Didn't Die, Republican Wives, and Tracking
- The Farmer's Daughter (2009) – включва новелите: The Farmer's Daughter, Brown Dog Redux, and The Games of Night
- The River Swimmer (2013) – включва новелите: The Land of Unlikeness and The River Swimmer
- The Ancient Minstrel (2016) – включва новелите: The Ancient Minstrel, Eggs, и The Case of the Howling Buddhas

### Поезия
- Plain Song (1965)[1][2][3]
- Locations (1968)
- Outlyer and Ghazals (1971)
- Letters to Yesenin (1973)
- Returning to Earth – Poems (1977)
- Selected and New Poems: 1961 – 1981 (1982)
- The Theory and Practice of Rivers (1986)
- After IkkyU (1996)
- The Shape of the Journey (1998)
- Saving Daylight (2006)
- In Search of Small Gods (2009)
- Songs of Unreason (2011)
- Dead Man's Float (2016)
- The Essential Poems (2019)
- Collected Ghazals (2020)

### Документалистика
- Just Before Dark (1991)[1][4]
- The Raw and the Cooked (2001)
- Off to the Side (2002) – мемоари
- Conversations with Jim Harrison (2002)
- The Etiquette of Freedom (2010) – с Гари Снайдер
- A Really Big Lunch (2017)
- The Search for the Genuine (2022)

### Екранизации
- 1987 A Day Like Any Other – късометражен
- 1989 Cold Feet – с Кийт Карадайн, Том Уейтс и Рип Торн
- 1990 Отмъщение, Revenge – по новелата, с Кевин Костнър, Антъни Куин и Маделин Стоу
- 1994 Вълк, Wolf – с Джак Никълсън, Мишел Пфайфър и Кристофър Плъмър
- 1994 Легенди за страстта, Legends of the Fall – с Антъни Хопкинс, Брад Пит и Хенри Томас.
- 1996 Увлечение, Carried Away – по новелата Farmer, с Денис Хопър и Гари Бюси
- 1996 Далва, Dalva – с Фара Фосет и Карол Бейкър
- 2018 Légendes d'automne